# Aldo Bobadilla
Aldo Antonio Bobadilla (Pedro Juan Caballero, 20 april 1976) is een Paraguayaans voetbalcoach en voormalig doelman in het betaald voetbal.

## Interlandcarrière
Bobadilla maakte deel uit van de nationale selecties voor onder meer het WK 2006 en het WK 2010. Op 15 oktober 1999 debuteerde hij voor Paraguay in een oefeninterland in en tegen Guatemala (0-0).